# Helicolestes hamatus
Il nibbio beccosottile (Helicolestes hamatus (Temminck, 1821)) è un uccello appartenente alla famiglia Accipitridae, diffuso in America Centrale e Meridionale.